# Malizna
Genre
Malizna est un genre d'araignées aranéomorphes de la famille des Salticidae.

## Distribution
Les espèces de ce genre se rencontrent en Côte d'Ivoire, au Nigeria et en Ouganda.

## Liste des espèces
Selon World Spider Catalog (version 23.5, 26/10/2022) :
- Malizna admirabilis Wesołowska, 2021
- Malizna zabkai Wesołowska & Russell-Smith, 2022

## Systématique et taxinomie
Ce genre a été décrit par Wesołowska en 2021 dans les Salticidae.

## Publication originale
- Wesołowska, 2021 : « Five new jumping spiders from Nigeria (Araneae: Salticidae: Thiratoscirtina). » Arachnology, vol. 18, no 9, p. 998-1005.